# Moirax
Moirax település Franciaországban, Lot-et-Garonne megyében. Lakosainak száma 1199 fő (2022. január 1.). Moirax Le Passage, Marmont-Pachas, Aubiac, Boé, Estillac, Laplume és Layrac községekkel határos.

## Népesség
A település népességének változása:
| Lakosok száma | 401  | 587  | 817  | 1084 | 1163 | 1157 | 1156 | 1177 | 1188 | 1199 |
|               | 1968 | 1982 | 1990 | 2006 | 2013 | 2015 | 2017 | 2019 | 2020 | 2022 |